# マージョリ・ゴードン
マージョリ・ゴードン (Marjory Gordon、1931年11月10日 - 2015年4月29日)は、「ゴードンの11の健康機能パターン」として知られる看護診断を考案したアメリカの看護学者で、看護理論家。1973年に北米看護診断協会(North American Nursing Diagnosis Association|英語版)の初代会長に就任し、1988年まで務めた。1977年からアメリカ看護学会(American Academy of Nursing) の一員で、2009年には同学会から「生ける伝説」の呼称を与えられている。

## 生涯
ニューヨークのマウントサイナイ病院看護専門学校で看護師としてのキャリアを始めた。ニューヨーク市立大学のハンターカレッジで学士と修士を取得、博士号はボストン大学で取得している。マサチューセッツ州チェストナッツヒルのボストン大学看護学部の名誉教授である。現在まで13版を重ねている『看護診断マニュアル』(Manual of Nursing Diagnosis)を含めて4冊の本を執筆しており、48ヵ国10の言語で出版されている。
看護現場で語られる言葉を標準化するために多大な功績を残し、看護の研究、教育、能力の評価、およびエビデンス(科学的な根拠)に基づく看護知識の核心を打ち立てていく上で大きな影響を残している。この看護で使われる言葉は、電子カルテの中で使われる看護の言葉の基礎をなしている。
2015年4月29日にボストンで死去。

## 著作
- 『ゴードン博士の看護診断アセスメント指針―よくわかる機能的健康パターン 』照林社　2006年
- 『アセスメント覚え書　ゴードン機能的健康パターンと看護診断』医学書院　2009年
- 『ゴードン看護診断マニュアル　原書第11版　機能的健康パターンに基づく看護診断』医学書院　2010年